# Metz (Indiana)
Pour les articles homonymes, voir Metz (homonymie).
Metz est une ville non incorporée du York Township dans le Comté de Steuben de l'Indiana.